# Paweł Cibicki
Paweł Cibicki [paveu cibicki] (* 9. ledna 1994, Malmö, Švédsko) je polsko-švédský fotbalový útočník, hráč klubu Malmö FF.

## Klubová kariéra
Cibicki debutoval v profi fotbale v dresu Malmö FF, klubu z jihu Švédska. V Allsvenskan nastoupil poprvé 7. července 2013 proti Gefle IF (výhra 3:1).
S klubem se zúčastnil Ligy mistrů UEFA 2014/15.
V lednu 2016 odešel na půlroční hostování do švédského celku Jönköpings Södra IF.

## Reprezentační kariéra

### Polsko
Cibicki hrál za polské mládežnické reprezentační výběry U19 a U20.

### Švédsko
V roce 2016 obdržel nominaci do mládežnických reprezentací U21 Polska a Švédska. Vybral si reprezentaci Švédska.